# Carrer Indústria, 33 (Cassà de la Selva)
Carrer Indústria, 33 és una obra del municipi de Cassà de la Selva (Gironès) inclosa en l'Inventari del Patrimoni Arquitectònic de Catalunya.

## Descripció
Es tracta d'un edifici urbà amb cancell d'accés. Façana estructurada en tres crugies amb un nucli central de comunicacions que es reflecteix exteriorment en la torre que il·lumina l'escala i dona accés al terrat. La façana és arrebossada i presenta elements decoratius propis de l'estètica romàntica, amb mènsules i baixa relleus de motius florals i geomètrics. Hi ha un balcó corregut de ferro forjat al primer pis i balcons més petits a la segona planta. L'arrebossat de la part alta de l'edifici és molt defectuós.

## Història
La casa està lligada al creixement urbà que experimentà Cassà de la Selva en l'època d'esplendor de la indústria del suro.